# Воскресенська (цвинтарна) церква (Дніпро)
Воскресенська (Цвинтарна) церква ― зруйнований колишній православний храм у місті Дніпро, у місцевості Половиця в районі перехрестя сучасних вулиць Костомарівської та Воскресенської. 

## Історія
Ця церква була однією з найдавніших храмів міста. Перша кам'яна - Воскресенська (Цвинтарна) - церква збудована в Катеринославі у XVIII столітті, у 1795 році, на Міському цвинтарі. Але деякі проблеми у будівництві призупинили роботу. Тому храм був остаточно добудований і освячений на честь Воскресіння Христового лише 1807 року. 
Міський цвинтар Катеринослава розташовувався на місці, де сьогодні розташовані вулиці Херсонська та Первозванівська. Але коли тут ховали людей місцевість перебувала за межами міста. Цвинтар функціонував з 1790-х по 1930-ті роки. За даними істориків, тут було поховано понад 100 тисяч осіб.
Відомо, що на цвинтарі було поховано губернатора краю Василя Коховського, а над його могилою було зведено Воскресенську церкву. Також тут була могила директора першої Катеринославської чоловічої гімназії Дмитра Мізка, директорки Маріїнської жіночої гімназії та почесної громадянки Катеринослава Олександри Риндовської. На могилах померлих на цьому цвинтарі встановлювали мармурові скульптури, каплиці, статуї янголів. 1917 року на місці цвинтаря хотіли зробити музей. 
На поштових листівках з видами Катеринослава, виданих Дитятківським Товариством, її названо Кладбищенською. У 1837 році до Воскресенської цвинтарної церкви прибудували приділену Андріївську церкву.

## На місті стадіону
Радянська ідеологія не пощадила унікального храму. У 1920-ті роки Воскресенський храм було знищено, трохи згодом – у 1930-ті – була зруйнована і каплиця при ньому. Під час будівництва стадіону «Сталь», пізніше перейменованого на «Металург», на місці Міського цвинтаря Воскресенську (Цвинтарну) церкву наприкінці 1930-х років зруйнували.
Пізніше на місці Воскресенського храму збудували готель «Динамо», а на місці зруйнованої каплиці звели готель «Спорт».
На місці самого цвинтаря тепер розташовуються «Дніпро-Арена». За деякими даними, під час будівництва останньої було виявлено фундамент Воскресенської церкви, але детальнішої інформації немає. Також відомо, що робітники під час будівництва стадіону знаходили кришки трун та залишки склепів.
До 1966 року на стадіоні проводила свої тренування команда «Дніпро», потім «переїхала» на «Метеор», а на спортивній арені стали проводити уроки фізкультури для школярів сусідніх навчальних закладів. Потім тут працював ринок.

## Див.також
Храми Дніпра
Православ'я у Дніпропетровський області